# Rodolf III
|  | Per a altres significats, vegeu «Rodolf III d'Habsburg». |

Rodolf, anomenat el Pietós o el Gandul, (nascut cap a 970 - mort el 6 de setembre de 1032) va ser l'últim rei d'Arle o Borgonya (Dues Borgonyes).

## Regnat
Rodolf III era el fill del rei Conrad el Pacífic (925- 993) i de Matilde de França (943- 980), filla de Lluís IV de França (Lluís d'Ultramar). El 993 va succeir al seu pare Conrad. És presentat pels historiadors, com un home feble, mancat de valor. L'arquebisbe de Lió - des de 979 - Burcard II, fill bastard de Conrad III de Borgonya, va recórrer el regne per garantir els poders del seu reial germanastre. Sota el seu regnat, la tutela de la reialesa germànica es va fer encara més pesada i va acabar ofegant l'autoritat del rei de Borgonya.
Els sobirans otonians van començar a intervenir directament en el regne borgonyó. Rodolf va haver de sufocar el 999 una revolta dels grans senyors del regne. L'emperadriu Adelaida va anar al regne de Borgonya, on va arbitrar sobiranament els conflictes que havien oposat Rodolf III a la seva aristocràcia.
Després de l'any mil el rei va abandonar el costum de reunir en assemblees (concilis) als bisbes borgonyons. D'ara endavant, els prelats del Roine van prendre el camí de Germània, com ho van fer els arquebisbes de Lió i de la Tarentàsia i els bisbes de Ginebra i de Lausana el 1007, quan van anar a assistir al Concili de Frankfurt. Aprofitant la debilitat de la reialesa, els bisbes van poder administrar les seves diòcesis amb tota independència.
Llavors, per obtenir el suport del clergat contra els nobles, va fer diverses donacions importants als bisbes de Basilea, de Sion i de Lausana. A aquest últim, va cedir el 1011 el comtat de Vaud, és a dir el càrrec de comte i els drets regalians (drets públics exercitats en l'origen pel rei) sobre les carreteres, els peatges, els boscos, la moneda, els mercats, les mesures, les aigües, els criminals, dins el territori del comtat. El 15 de febrer de 1018, a petició dels seus familiars, Rodolf III, dona, o més aviat retornà, a l'Abadia de Saint-Maurice d'Agaune els fiscs (vil·les de propietat privada reial) de Sciex (?) De Lully, de Commugny, la meitat de Pully, Oron, l'assemblea de Vuadens, Bouloz, l'assemblea de Vevey, Lutry, Vouvry, Ollon, Villy, Naters, alguns drets a Saint-Maurice i el conjunt de les pastures del Chablais.
El 1011 Rodolf III es va casar amb Ermengarda, una parenta pròxima del futur comte de Savoia Humbert I el de les Mans Blanques (980- 1048), que és versemblant que n'era la germana, segons una hipòtesi sovint defensada pels historiadors italians. Rodolf III va donar a la seva esposa una viduïtat considerable, que s'estenia en particular al voltant d'Aix-les-Bains i de la coma de Savoia. Ben de pressa, aquestes terres reials van passar a les mans del comte Humbert I de Savoia. Al rei li agradava residir i prendre els banys a Aix-les-Bains i s'hi va fer construir un vast palau. En aquell temps un temple romà dedicat a Mercuri estava encara dempeus al costat del palau.
La regió que va donar a Ermengarda el 1011 anava fins al peu del Jura amb la ciutat de Neuchâtel.
A Estrasburg, el 1016, Rodolf va prestar homenatge al seu nebot l'emperador Enric II del Sacre Imperi Romanogermànic, i el va reconèixer com a protector i hereu. El rei de Borgonya va prometre a l'emperador governar segons els seus consells i deixar-li la seva successió si morís sense deixar un fill legítim. Però aquesta submissió no va ser acceptada pels grans del regne, i - sota la impulsió del comte Otó Guillem - totes les ciutats del comtat de Borgonya van tancar les portes a l'emperador.
El 1018, Rodolf va renovar i va completar els compromisos que havia pres a Estrasburg, i es va comportar des de llavors en verdader vassall de l'emperador remetent-li en lliure disposició els feus tinguts pel comte de Besançon, Otó Guillem, i fent-se investir per ell de la seva corona i del seu ceptre. La reialesa borgonyona era d'ara endavant totalment sotmesa al poder imperial.
Hug, fill il·legítim de Rodolf, fou promogut a bisbe de Lausana el 1019. Rodolf III va concedir el comtat de Viena a l'arquebisbe de la ciutat (Viena del Delfinat) el 1023.
A la mort d'Enric II, el 1024, Rodolf fou obligat pels nobles de Borgonya, a revocar la seva donació mortis causa a l'emperador feta vuit anys abans.
Tanmateix, el 1025, es va veure obligat de renovar el seu compromís inicial al nou rei de Germània Conrad II el Sàlic, el marit de la seva neboda Gisela, filla de la seva germana Gerberga, que va ocupar Basilea per pressionar-lo en aquest sentit. El 1027, Conrad II fou coronat com a emperador germànic, i Rodolf va assistir a la cerimònia i va confirmar la successió.
El juny 1032, Burcard II de Lió, fill bastard de Conrad el Pacífic succeí al seu oncle en l'arquebisbat de Lió. Desaprovà la successió al regne i formà part dels rebels. El setembre, a la mort de Rodolf III, la lluita va esclatar entre l'emperador Conrad II i l'altre nebot de Rodolf III, el comte de Blois i de Troyes Eudes II, l'hereu més directe de Rodolf.

## Un document: la donació feta a la seva esposa
El 24 d'abril de 1011, Rodolf III va fer una donació a favor de la seva esposa Ermengarda del qual l'arxiu de l'Isère ha conservat el diploma original sobre pergamí. Heus aquí el text d'aquest document: 
| « | «En nom de la molt Santa i Indivisa Trinitat, Rodolf, Rei per la Clemència de Déu; que sigui conegut de tots els homes, nascuts o a néixer, que, empès per amor conjugal i aconsellat pels grans del meu regne, dono a la meva molt estimada esposa Irmengarda, la residència reial d'Aix amb els colons d'aquest domini de la nostra propietat, perquè visquin en ell i en cultiven les terres. I li dono el meu fisc d'Annecy, amb les seves dependències, els seus esclaus i les seves serventes; i li dono la totalitat de l'abadia de Saint-Pierre de Montjoux i li dono el meu fisc de Ruë amb les seves dependències, els seus esclaus i les seves serventes, i li dono el Castell de Font amb les seves dependències, i la part de la vil·la d'Yvonand que Enric posseïa, amb els seus esclaus, les seves serventes i totes les seves dependències; li dono la residència reial de Neuchâtel, amb els seus esclaus, servidors i totes les seves dependències; li dono Arin, amb totes les seves dependències, esclaus i serventes. Que tingui el dret de posseir, de donar, de vendre, en suma de fer tot el que volgui d'aquestos béns. Perquè els nostres successors considerin per a veritat i no trenquen el que he fet, hem autentificat de la nostra mà i hem ordenat que sigui segellat del nostre segell. Signat del senyor Rodolf. Padolf canceller, reconegut. Datat del vuitè dia dels calendes de maig, 17è de lluna, indicció...; l'any de l'Encarnació del Senyor 1011, en el 19è any del regnat de Rodolf, fet a Aix ». A l'esquena del text: «Jo Hermengarda, reina, dono a Déu i a St. Maurice de l'Église de Viena, tot el que m'ha estat donat ». | » |

## La successió de Borgonya
Mort sense posteritat el 6 de setembre de 1032, Rodolf III havia instituït com el seu hereu a l'emperador germànic Conrad El Sàlic, però el seu nebot Eudes II de Blois, fill de la seva germana gran, va suscitar contra l'emperador, la revolta dels feudals i dels prelats del Regne d'Arle, del qual el comte Gerold de Ginebra, l'arquebisbe de Viena, el bisbe de Mauriena i l'arquebisbe Burcard II de Lió, que era el fill bastard de Conrad el Pacífic. Eudes II va envair el regne. La guerra entre els dos cosins va durar dos anys i Eudes va haver d'abandonar la lluita davant una coalició formada pel nou emperador Conrad II i el rei Enric I de França.